# 납땜

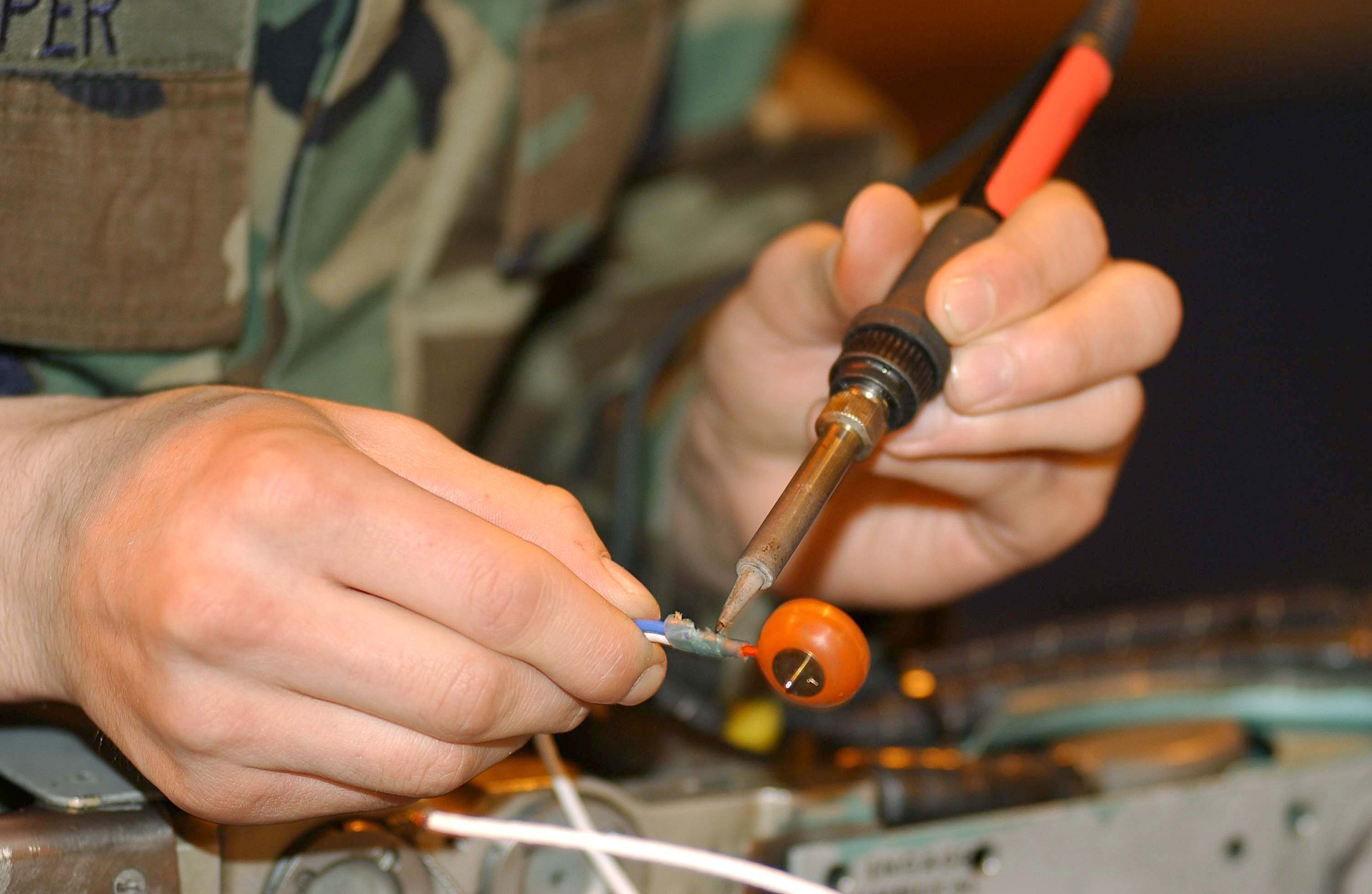
전선의 접점을 납땜 혹은 납땜제거.

납땜(영어: soldering)은 450 °C 이하의 녹는점을 지닌 보충물 (일반적으로 땜납)을 사용하여 끊어진 두 개 이상의 물질(items)을 결합하는 과정이다. 흔히, 연납땜이라고도 하며 보충물의 녹는점이 경납땜보다 낮은 특징이 있다; 납땜은 용접과 다르게 결합중에 기본금속이 녹지 않는다. 납땜은 결합할 부위를 가열하면 땜납이 녹아 모세관 작용에 의하여 결합부위에 흡수되고 습윤 작용으로 결합된다. 금속이 냉각되면 기본금속만큼 단단하지 않지만, 충격을 견디는 내성과 전기 전도도가 오랫동안 유지된다. 납땜은 성경에 언급되고, 5000년전에 메소포타미아에서 사용된 기록이 남아있을 정도로 오래된 기술이다.

## 응용
납땜은 일반적으로 전자 부품을 인쇄 회로 기판 (PCB)에 조립할 때 사용된다. 또한, 배관 설비 체계에서 구리관을 서로 연결할때도 사용된다. 식품용 캔, 지붕 방수, 배수로, 자동차 라디에이터같은 판금 객체의 이음새는 과거부터 납땜을 사용하였고, 일부는 여전히 납땜을 이용한다. 그리고, 보석은 납땜으로 조립되거나 수리되기도 한다. 납땜은 착색 유리 가공에서 납 캐임과 동박을 결합하는 데 사용된다. 또한, 납땜은 그릇이나 용기의 구멍을 반영구적으로 막는 데 사용되기도 한다.

## 방법
납땜은 녹은 땜납을 보관하는 용기에 소량을 통과시키는 (파동 납땜), 적외선 램프를 사용한 납땜, 전기 납땜인두같은 가열에 의한 납땜, 토치를 사용한 경납땜, 뜨거운 공기를 사용하는 방법이 있다. 최근에 역류 납땜은 표면실장 인쇄 회로 기판 조립에 대부분 사용되며, 경우에 따라 파동 납땜으로 조립하거나 핀이 많은 커넥터나 기묘한 크기의 뾰족한 부품은 수동 납땜을 한다.
기본금속이 납땜 과정에 녹지 않더라도, 일부 원자는 액체 땜납에 녹게된다. 이러한 용해 과정은 납땜된 이음새의 기계적 및 전기적 특성을 향상시킨다. "냉납된 이음새"는 기본 금속이 땜납을 녹이고 이러한 용해 과정이 발생되도록 충분히 가열되지 않았기 때문이다.
연납땜과 경납땜을 구분하는 방법은 보충물의 녹는점에 의하여 결정된다. 450 °C 온도는 일반적으로 경납땜의 최소온도로 사용된다. 경납땜은 연납땜 이외의 장비나 고정물이 추가적으로 필요하다. 왜냐하면 일반적인 납땜인두는 경납땜하기에 충분히 높은 온도로 가열될 수 없기 때문이다. 실제로 두 과정은 상당한 차이가 있다. -- 경납땜 보충물은 땜납보다 구조적으로 훨씬 강하며 전기 전도도 또한 우수하다. 경납땜 연결은 기본금속으로 연결된것처럼 충분히 강하고 심지어 고온에도 잘 견딘다.
경우에 따라서 "경질납땜"이나 보충물에 40 % 은을 포함하여 고온 땜납을 사용하는 "은납땜"은 경납땜의 한 형태로 소개된다. 왜냐하면 녹는점이 450 °C초과하는 보충물을 포함하기 때문이다. "은납땜" 용어가 "은 경납땜"보다 널리 사용됨에도 불구하고 이용되는 보충물의 녹는점으로 판단할때, 기술적으로 올바르지 않은 용어이다.

## 땜납
납땜 보충물은 다양한 합금이 사용될 수 있다. 일반적으로 63 % 주석과 37 % 납 혹은 공융 혼합물에서 성능이 거의 동일한 60/40의 공융 혼합물 합금은 대부분의 구리결합 납땜에 사용되는 합금이다. 공융 혼합물 공식을 적용한 납땜은 몇가지 장점이 있다; 가장 큰 장점은 가변 액상선과 고상선 온도의 일치이다. 즉, 가변상이 없어진다. 이것은 땜납을 가열하고 식혀서 빠른 습윤과 고정이 가능하도록 한다. 비공융 혼합물 공식은 액상선과 고상선 온도를 낮추는 역할을 한다. 가변상이 사라지는 동안의 움직임은 이음새를 약하게 할 것이다. 또한, 공용 혼합물 공식은 최소의 녹는점을 가능하게 하여 납땜 공정으로 인한 부품의 스트레스를 최소화시킨다.
환경적인 요인에 의하여 "무납"형 땜납은 보다 일반적으로 사용되고 있다. 불행하게도 대부분의 "무납"형 땜납은 공용 혼합물 공식이 아니기 때문에, "무납"형 땜납으로 신뢰되는 이음새를 만들기가 더 힘들다. 아래의 완전한 논의를 참조하세요; 또한 유해물질 제한지침 (RoHS)도 참조하세요.
경우에 따라 비스무트를 포함한 저온 공식 땜납은 납땜 제거과정이 필요없는 공정에 보충물로 사용되고, 일반적으로 은을 함유한 고온 공식은 고온 동작에 사용되거나 다음 과정의 납땜제거 공정에서 반듯이 붙어있어야 할 부품의 조립에 사용된다. 전문 합금은 고강도, 고전도, 고내식성같은 특성이 가능하다.

## 융제
고온금속 결합과정 (용접, 경납땜과 연납땜)에서, 융제의 첫 번째 목적은 기본물과 보유물의 산화를 방지하는 것이다. 예시로, 주석납 땜납은 구리에 잘 붙지만 납땜 온도로 인하여 빠르게 형성되는 산화 구리에 잘 붙지 못한다. 융제는 상온에 일반적으로 비활성인 물질이지만 고온에서 강하게 산화·환원 반응하며, 금속산화를 방지한다. 두 번째로, 융제는 납땜 과정에서 계면 활성제처럼 동작한다.
일반적으로 사용되는 융제는 (제거하기 위해서 휘발성 유기 화합물이 필요하지 않은) 수용성 융제와 충분히 부드럽기 때문에 전혀 제거할 필요가 없는 융제가 있다. 융제의 효과는 주의깊게 평가할 필요가 있다 -- 매우 부드러운 "깨끗하지 않는" 융제는 생산설비에 완벽하게 적용될 수 있지만 일반적인 수작업 납땜에 비효율적이다.
전통적인 로진 융제는 비활성화 (R), 부드러운 활성화 (RMA)와 활성화 (RA) 공식에 적용할 수 있다. 활성제와 로진이 혼합된 RA와 RMA 융제는 일반적으로 산성이기 때문에 주변 산소를 제거하여 금속이 수분에 노출되는 빈도가 증가된다. RA 융제의 사용으로 초래하는 잔여물은 부식성이 강하기 때문에 반드시 납땜된 부분을 깨끗이 해야한다. RMA 융제는 잔여물이 심각한 부식을 발생시키지 않도록 공식화되어 있기 때문에 깨끗이 하면 좋지만 선택사항일 뿐이다.

## 기본 납땜 기술

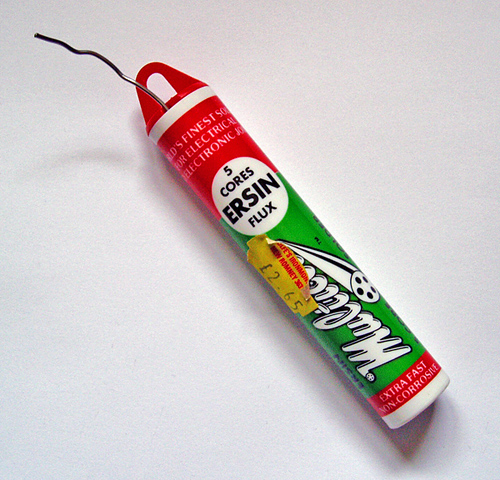
수동 납땜에 사용되는 멀티코어 전자 땝납의 튜브

납땜할 패드와 소자핀은 습윤특성과 열전도를 향상시키기 위해서 반드시 깨끗하게 유지해야 한다. 납땜인두나 납땜총은 반드시 깨끗한 상태에서 땝납을 묻혀야 하며, 열 전도도가 나쁜 팁은 지나치게 가열될 것이다. 소자는 정확히 인쇄 회로 기판에 실장한다. 납땜하는 동안에 부품의 파손을 방지하기 위해서 기판표면에서 부품을 (1~2 밀리미터) 상승시킨다. 소자를 부착시킨 후에 잉여된 땜납은 패드 크기와 동일한 부분만 남기고 나머지를 제거한다. 큰소자를 실장할때, 응력을 감소시키기 위해서 플라스틱 실장 클립이나 홀더를 사용하는 경우도 있다.
민감한 소자의 방열 납은 소자가 열로 인하여 파손되는 것을 방지한다. 납땜인두나 납땜건을 소자핀과 터미널핀에 대서 동시에 가열시킨다. 이때 핀과 패드에만 납을 접촉시키고 절대로 납땝인두나 납땜총에 직접 대지 않는다. 직접 접촉은 녹은 땜납이 납땜총에 붙어서 이음쇄로 흘러내리지 않게 된다. 땜납이 녹아서 흐르면 땝납 공급을 바로 중지한다. 다만, 인두는 잠시 동안 대고 있는다. 남아있는 땝납은 핀과 패드의 접합부로 흘러들어갈 것이며, 조립된 양쪽은 깨끗해진다. 땝납이 충분이 흘러들어갈때까지 인두로 접합부를 가열한다. 그리고 인두팁을 뗀다. 그러면 연결된 강도는 충분히 단단할 것이다. 접합부에서 인두를 제거하고 냉각한다. 남땜 후 남아있는 융제는 제거되어야 한다.
식히는 동안 이음새를 움직이면 안 된다. 움직이면 이음새가 파손될 것이다. 식히는 동안 이음새에 공기를 불지 마시오; 대신 주변의 공기에 의하여 자연적으로 식게해야 한다. 잘된 땝납 이음새는 부드럽고 빛난다. 납 외각선은 마치 거울처럼 반사된다. 새로운 이음새를 납땜하기 이전에 항상 인두팁을 깨끗하게 유지해야 한다. 인두팁은 잔여융제의 제거가 중요하다. 그렇지 않으면 새로운 납땜이 부식될 수 있다.
납땜이 끝난후에, 알콜이나 유기 용매를 사용하여 보드에 남아있는 융제를 제거한다. 융제 필름은 쉽게 제거되고 공기중으로 날라갈 수 있다. 수성 융제 땜납을 사용한 보드는 이산화 탄소를 가압하거나 증류수를 사용하여 제거하기도 한다.
전자 부품 납땜에 일반적으로 사용되는 땝남은 융제기반 로진과 60/40 주석/납 혼합이며, 기판의 융제를 제거하기 위해 용매가 필요하다.
대부분의 나라 및 유럽연합의 환경법에서, 공식의 변경을 권고하고 있다. 1980년대 이후에 사용이 증가한 비로진기반 수성 융제는 물이나 수정 청정제를 사용하여 납땜된 기판을 세척할 수 있게 되었다. 이 융제를 사용한 제조시설의 폐수는 더 이상 해로운 용매가 배출되지 않는다.

## 납땜제거와 재납땜
땜납은 재사용하면 안 된다. 납땜을 하면 땜납 물질 중 일부가 녹아버리기 때문이다. 기본 금속에 적합한 땝납이 한번이라도 사용되면 혼합 공식이 변경되기 때문에, 더 이상 기본 금속의 결합에 적합하지 않게 된다.
재납땜하기 이전에, 이음새의 땝남은 반드시 제거되어야 한다 - 납땜 제거용 심지나 납땜 제거용 흡입 장비를 사용할 수 있다. 납땜 제거용 심지는 다양한 융제를 포함하고 있기 때문에, 구리배선에서 땜납을 흡수하면서 기판을 세척할 수 있다. 재납땜을 하는 패드는 반드시 깨끗한 상태를 유지해야 한다.
납땜 과정으로 인한 땜납 녹는점은 기본 금속의 일부가 녹을 수 있으며, 일부는 땝납으로 "도금"될 것이다. 남아있는 융제는 연마나 화학 처리로 쉽게 제거할 수 있다. 도금된 막은 가열하면 새로운 이음새로 흘러들어가기 때문에 새로운 이음새와 쉽게 납땜이 가능하다.

## 무납 전자 납땜
최근 환경법은 전자산업에서 널리 사용되는 납을 제한하고 있다. RoHS는 2006년 7월부터 유럽에서 시행된 지침으로 의료장비 및 건강에 밀접한 전자제품에 무납사용을 권고하고 있다.
납 사용의 제한으로 인하여 전자산업은 다양한 기술적 난관에 직면하게 되었다.
예로, 일반적인 무납 땜납은 기존 땝납보다 녹는점이 높으며, 열에 민감한 전자부품과 플라스틱 패키지를 손상시키게 되었다. 이 문제를 극복하기 위해서, 기존 무납 땝납보다 녹는점이 낮은 고밀도 은과 무납을 합금한 땜납이 개발되었다.
무납의 대상은 전자 부품, 핀, 커넥터로 확대되었다. 소자의 금속은 구리, 주석, 은, 금등 다른 금속을 사용하게 되었다. 주석은 가장 인기있는 무납 납땜 재료지만 주석 휘스커를 처리해야 하는 문제가 있다. 이러한 제한은 전자산업이 1960년대에 납추가로 해결한 문제를 다시 가져오게 했다. JEDEC는 무납 전자제조사가 생산한 제품과 관련된 휘스커 문제에 대응하기 위해 어떤 조항을 선택해야 하는지 돕기 위한 분류체계를 만들었다.

## 착색유리 납땜
역사적으로 납땜팁은 화로에 위치한 구리이다. 하나의 팁은 사용된다; 열이 팁에서 땝납으로 전도 (및 예약된 열이 소모)될 때 목탄화로에 재위치시키고 다음팁을 사용한다.
현재, 전기 납땜인두는 사용된다; 코일이나 세라믹 가열부품으로 구성되며, 다른열을 유지하고, 내부 혹은 외부 가변저항기로, 다른 질량을 데우며, 다른 파워비율이다. - 비드를 얼마나 돌려서 변경한다.
착색유리의 일반적인 땝납은 주섭과 납을 각각, 혼합한다:
- 63/37: 녹는점 355°~ 365 °F
- 60/40: 녹는점 361°~ 376 °F
- 50/50: 녹는점 368°~ 421 °F
- 무납 땝납 (보석류, 식기에 유용하고, 다른 환경적으로 쓰임): 녹는점 약 490 °F

## 파이프/기계 납땜
존재하는 이음새가 새로운 이음새를 연결하는동안에 녹는 것을 방지하기 위해서, 가끔 복잡한 작업에서 녹는점이 다른 땝납을 사용할 필요가 있다.
식수에 사용되는 동파이프는 무납 땝납을 사용해야만 하며, 종종 은을 포함하고 있다. 납형 땝납은 쉽게 고체 이음새를 납땜할 수 있음에도 불구하고, 대부분의 새로운 구조에 허락되지 않는다. 납형 땝납의 즉각적인 위험은 최소화돼서, 지방이나 우물 공급 무기물은 대부분 즉시 파이프의 안쪽을 코팅하지만, 납은 환경에 적합한 방법을 결국에 발견할 것이다.
파이프 납땜에는 소형 발염 (일반적으로 프로판), 철솔, 적합한 땝납합금과, 일반적으로 염화 아연기반인 산페이스트 융제를 포함하여 다양한 도구가 필요하다. 이런 융제는 "결코" 전자제품이나 전자도구에 사용하면 안 된다. 왜냐하면 파손되기 쉬운 전자부품의 부식을 발생시키기 때문이다.

## 납땜 결점
납땜 결점은 정확하게 납땜되지 않는 땝납 이음새이다. 이런 결점은 땝납 온도가 너무 낮으면 많아질 것이다. 기본물질이 너무 차가울때, 땝납은 흘러들어가지 않고 야금 연결을 만들지 않는, "공모양으로 부풀" 것이다. 부정확한 땝납형태는 약한 이음새가 되게 할 것이다. 부정확하거나 잘못된 융제는 이음새의 금속을 부식킬 수 있다. 융제없는 이음새는 깨끗하지 않을 것이다. 먼지나 오염된 이음새는 결합을 약하게 한다. 땝납이 식기 이전에 납땜된 금속의 이동은 땝납형태를 거칠게 만들 것이며 이음새를 약하게 할 것이다.

## 납땜 종류
- 파동 납땜
- 역류 납땜
- 적외선 납땜
- 유도 납땜
- 초음파 납땜
- 딥 납땜
- 노 납땜
- 철 납땜
- 저항 납땜
- 토치 납땜
- 은 연납땜/경납땜

## 같이 보기
- 납땜제거